# Fidelis Mhashu
Fidelis Mhashu, född 1 juli 1942, död 20 augusti 2018, var en zimbabwisk politiker. Han var landets bostadsminister (Ministry of National Housing and Social Amenities) från 2009 till 2013. Han satt i "House of Assembly" för Chitungwiza North och representerade Morgan Tsvangirais parti Rörelsen för demokratisk förändring (MDC).